# الکساندر سیزننکو
الکساندر سیزننکو (اوکراینی: Олександр Олексійович Сизоненко؛ ۲۰ ژوئیهٔ ۱۹۵۹ – ۵ ژانویهٔ ۲۰۱۲) بازیکن بسکتبال اهل اتحاد جماهیر شوروی سوسیالیستی بود.